# Andreas Augustsson

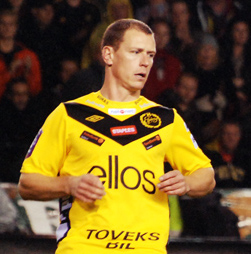
2012

Andreas Augustsson (26 november 1976) is een Zweeds voetballer. De centrale verdediger speelde voornamelijk in Noorwegen en Zweden.
Via de jeugd van Malmö FF en Helsingborgs IF kwam Augustsson in 1995 bij FC Twente terecht. Hij maakte op 29 september 1995 zijn debuut in de Eredivisie, door in een uitwedstrijd tegen Willem II in de 42e minuut in te vallen voor Daniël Nijhof. Augustsson kwam verder niet meer in actie voor het eerste elftal van Twente en vertrok in 1998 naar Raufoss IL in de Noorse Adeccoligaen. Van 2000 tot 2002 kwam hij uit voor Vålerenga IF in de Tippeligaen, maar daar wist hij geen vaste basisplek te bemachtigen.
Augustsson kwam vanaf 2003 uit voor Sandefjord Fotball in de Adeccoligaen en verruilde deze club in 2006 voor IF Elfsborg in zijn geboorteland Zweden. In zijn eerste seizoen werd hij met Elfsborg landskampioen. In 2009 tekende Augustsson een contract bij AC Horsens, dat uitkomt in de Deense eerste divisie. Twee jaar later keerde hij terug naar Elfsborg.

## Erelijst
Vålerenga IF
- 1. divisjon

2001
- Beker van Noorwegen

2002
 IF Elfsborg
- Zweeds landskampioen

2006, 2012